# Comités de Protección de Qaraqosh
El Comité de Protección de Qaraqosh (también conocido como Comité de Protección Bajdida) es una milicia armada formada por asirios en la provincia de Nínive, en Irak. El comité, formado en 2008, se organizó a través de las iglesias locales, y comenzó a trabajar con la policía iraquí.

## Persecución de los asirios durante la Guerra de Irak
Los asirios en el Irak post-Saddam se han enfrentado a una alta tasa de persecución por parte de fundamentalistas islamistas desde el comienzo de la guerra de Irak. A principios de agosto de 2004, esta persecución incluyó bombardeos de la iglesia, y el cumplimiento de los códigos musulmanes de conducta sobre los cristianos, como por ejemplo la prohibición de alcohol o la obligación a las mujeres a usar hiyab. La violencia contra la comunidad ha llevado al éxodo de la mitad de la comunidad. Los asirios comprenden hasta el 40% de los refugiados iraquíes en Siria, Jordania, Líbano y Turquía.
El martes 12 de octubre de 2010, el Comité de Protección de Qaraqosh, en coordinación con los kurdos, capturaron a Ali Muhammad Idris Sadeq, un alto líder de Al-Qaeda.